# 诺昂昂古
诺昂昂古（法語：Nohant-en-Goût，法語發音：[nɔɑ̃ ɑ̃ ɡu]）是法国谢尔省的一个市镇，属于布尔日区。

## 地理
诺昂昂古（47°5'57"N, 2°34'13"E）面积24.79 平方千米，位于法国中央-卢瓦尔河谷大区谢尔省，该省份为法国中部省份，北起卢瓦雷省，西接卢瓦-谢尔省和安德尔省，南至克勒兹省，东南接阿列省，东临涅夫勒省。
与诺昂昂古接壤的市镇（或旧市镇、城区）包括：布雷西、法尔日昂塞普泰讷、耶夫尔河畔穆兰、奥斯穆瓦、圣索朗日、萨维尼昂塞普泰讷。
诺昂昂古的时区为UTC+01:00、UTC+02:00（夏令时）。

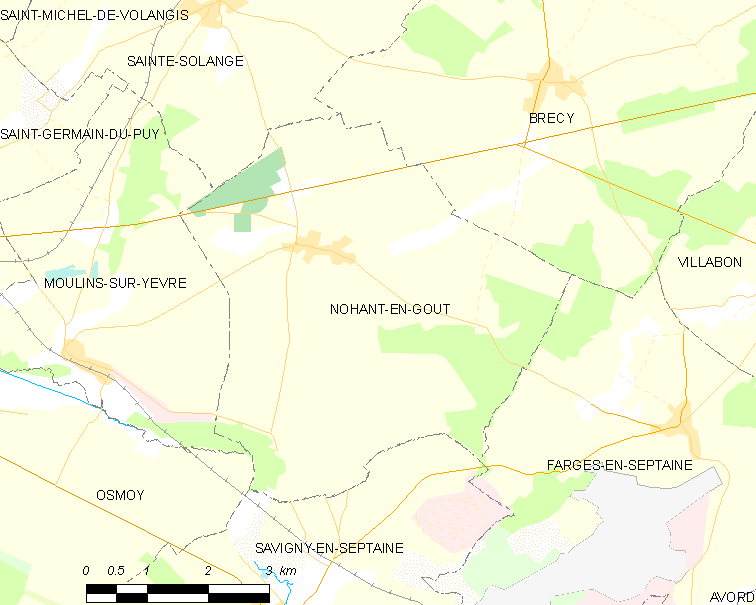
诺昂昂古的OSM定位图

## 行政
诺昂昂古的邮政编码为18390，INSEE市镇编码为18166。

## 政治
诺昂昂古所属的省级选区为阿沃尔县。

## 人口

1962-2008年间诺昂昂古人口变化图示

诺昂昂古于2022年1月1日时的人口数量为551人。